# Francesco de Angelis (navigateur)
Pour les articles homonymes, voir Francesco De Angelis et De Angelis.
Francesco De Angelis, né le 11 septembre 1960 à Naples, est un skipper italien.

## Biographie
Ce skipper italien né à Naples a obtenu de nombreux titres dont 5 titres mondiaux: en J24 en 1987 à Capri, en One Tonner en 1989 et 1992, et en ILC40 en 1995 et 1996. En  1995, il remporte l'Admiral's Cup.
Patron du défi italien Luna Rossa Challenge lors de la Coupe Louis-Vuitton 2007, il a offert le poste de skipper au jeune Australien James Spithill. Son défi atteint la finale de la Coupe de la Coupe Louis-Vuitton en battant le défi américain BMW Oracle Racing.  La défaite face au défi Emirates Team New Zealand sur le score de 5 régates à 0 met fin aux ambitions italiennes de remporter la Coupe de l'America. 
C'est sa troisième participation à la Coupe Louis-Vuitton. Lors de l'édition 2000, le défi italien Luna Rossa dont il occupe le poste de skipper remporte la Coupe Louis-Vuitton et obtient ainsi le droit de défier le défi néo-zélandais Emirates Team New Zealand de Russell Coutts, celui-ci laissant même le skipper du bateau d'entraînement Dean Barker disputé la cinquième course: le défi italien s'incline sur le score de 5 régates à 0.
Puis, lors de l'édition de 2003, il atteint la demi-finale de la Coupe Louis-Vuitton, battu par le défi américain One World.

## Palmarès

### Coupe de l'America
- Patron du défi italien Luna Rossa Challenge, finaliste de la Coupe Louis-Vuitton 2007
- Demi-finaliste de la Coupe Louis-Vuitton 2003 avec Luna Rossa
- Finaliste de Coupe de l'America 2000 avec Luna Rossa
- Vainqueur de la Coupe Louis-Vuitton 2000 avec Luna Rossa

### Autres
- Vainqueur de l'Admiral's Cup 1995